# Roseinatronobacter
Roseinatronobacter ist eine Gattung von Bakterien. Einige Arten zählen zu den sogenannten Nichtschwefelpurpurbakterien und betreiben unter anaeroben Bedingungen (also unter Ausschluss von Sauerstoff) eine Photosynthese. Andere Arten von Roseinatronobacter betreiben dem hingegen eine Photosynthese unter aeroben Bedingungen (in Gegenwart von Sauerstoff). Sie zählen zu der als „aerobe anoxygene phototrophe Bakterien“ (AAP) bezeichneten Gruppe. Hierbei wird unter aeroben Bedingungen die Lichtenergie genutzt, um ATP zu bilden. Wasser wird hier nicht als Elektronendonor („Elektronenspender“) verwendet und daher wird auch kein Sauerstoff produziert, es ist also eine anoxygene Photosynthese, die in Gegenwart von Sauerstoff abläuft.

## Merkmale
Die Zellen von R. thiooxidans sind oft zitronenförmig und neigen zu polarem Wachstum mit ungleichmäßiger Zellteilung, die einer Knospung ähnelt. Die Zellen von R. monicus sind stäbchenförmig. Beide Arten zeigen unter Sauerstoffausschluss (anoxisch) kein Wachstum. Roseinatronobacter thiooxidans und R. monicus besitzen keine Geißeln, sie sind nicht beweglich. Die Kolonien der beiden Arten sind aufgrund des Vorhandenseins von Carotinoiden rosa gefärbt.
Die Art Roseinatronobacter domitianus kann sich gleitend bewegen (gliding motility) und bildet lange unregelmäßige Ketten. In vier Tage alten Kulturen werden Knospen gebildet.
Die Zellen der zwei Unterarten von Roseinatronobacter bogoriensis, R. b. subsp. bogoriensis (zuvor Rhodobaca bogoriensis) und R. b. subsp. barguzinensis (zuvor Rhodobaca barguzinensi), zeigen auch unter anaeroben Bedingungen Wachstum. Sie bilden unter anoxischen Bedingungen mit Licht vesikuläre Innenmembranen für die Photosynthese. Sie zählen zu den Nicht-Schwefelpurpurbakterien, sie führen eine Photosynthese ohne die Nutzung von Schwefelverbindungen durch. Sie nutzen organische Verbindungen als Elektronendonoren. Die Farbe der phototrophen Kulturen ist dann gelb bis gelbbraun. Unter aeroben Bedingungen, also wenn Sauerstoff vorhanden ist, führen diese Bakterien keine Photosynthese durch, sie wachsen chemoheterotroph. Die aeroben Kulturen sind dann rosa bis rot gefärbt. Diese zwei Unterarten sind durch polare Geißeln beweglich.
Die zwei Unterarten wurden früher als Arten der Gattung Rhodobaca geführt und zwar als Rhodobaca bogoriensis und Rhodobaca barguzinensis. Die Gattung Rhodobaca wurde aufgrund phylogenetischen Untersuchungen, wie z. B. der 16S-rRNA, im Jahr 2024 aufgelöst.

## Stoffwechsel und Wachstum
Einige Arten von Roseinatronobacter, wie R. monicus, R. thiooxidans, R. domitianus und R ekhonensis, zählen zu den sogenannten aeroben anoxygenen phototrophen Bakterien (engl. aerobic anoxygenic phototrophs, AAP). Sie synthetisieren ATP in Gegenwart von Sauerstoff durch Photophosphorylierung. Sie enthalten das Bakteriochlorophyll a. Als Quelle für Kohlenstoff benötigen die AAP-Bakterien organische Verbindungen, es handelt sich also nicht um photoautotrophe Bakterien. Es wird keine Kohlenstofffixierung durchgeführt, allen AAP-Bakterien fehlt das hierfür benötigte Schlüsselenzym RuBisCO. Die Aerobe Anoxygene Photosynthese erleichtert ihnen das Überleben in Umgebungen mit schwankendem Angebot von organischer Substanz. Weitere, näher verwandte Arten, die zu den AAP zählen, sind z. B. bei Roseicitreum zu finden.
Die AAP-Bakterien sind nur dann zur Photosynthese fähig, wenn sie in einem Tag-Nacht-Zyklus wachsen. Unter diesen Bedingungen wird Bakteriochlorophyll a nur im Dunkeln gebildet und dann zur Energiegewinnung durch Photophosphorylierung verwendet, wenn wieder Lichteinstrahlung vorhanden ist.
Da die AAP-Bakterien der Gattung Roseinatronobacter das Bacteriochlorophyll a enthalten, werden sie auch zu den ABC-Bakterien gezählt. ABC ist die Abkürzung von „Bacteriochlorophyll a–containing“.
R. monicus und R. thiooxidans können des Weiteren reduzierte Schwefelverbindungen, wie Thiosulfat, elementaren Schwefel und Sulfid als zusätzliche Energiequelle nutzen (Lithoheterotrophie), indem sie diese zu Sulfat oxidieren.
Man spricht hierbei von lithoheterotrophen Bakterien, da sie neben den Schwefelverbindungen noch organische Verbindungen benötigen. Hier ist ein vollständiges Sox-System und eine Sulfiddehydrogenase vom Typ Flavocytochrom c beteiligt.
Das Sox-System ist ein Enzymsystem, das von bestimmten Bakterien zur Oxidation von Schwefelverbindungen genutzt wird. Es ist besonders bei Bakterien bekannt, die Schwefel als Energiequelle nutzen, wie zum Beispiel bei schwefeloxidierenden Bakterien. Das Sox-System spielt eine zentrale Rolle im biologischen Schwefelkreislauf, indem es die Umwandlung von reduzierten Schwefelverbindungen wie Sulfid in sulfatierten Formen (wie Sulfat) ermöglicht, die dann für andere Organismen und Umweltprozesse verfügbar werden.
Andere Arten, wie die Unterarten von Roseinatronobacter bogoriensis (früher zu der Gattung Rhodobaca gestellt), zählen zu den Nichtschwefelpurpurbakterien. Die Arten sind hierbei nicht photoautotroph, sondern photoheterotroph, sie benötigen zusätzlich noch organische Stoffe für das Wachstum. Photoheterotrophes Wachstum findet unter anoxischen Bedingungen (also unter Ausschluss von Sauerstoff) im Licht mit einer Vielzahl von organischen Verbindungen als Kohlenstoff- und Elektronenquellen statt. Chemoheterotrophes Wachstum erfolgt durch aerobe Atmung. Interessanterweise sind beide Arten in der Lage, Tellurit (Na2TeO32−) und Selenit (Na2SeO3) zu Tellur (Te) bzw. Selen (Se) zu reduzieren und die Produkte außerhalb der Zellen anzureichern. Diese Fähigkeit ist relativ selten bei Bakterien, andere Beispielarten für die Reduktion von Tellur sind bei Roseococcus, Erythromicrobium und Erythrobacter zu finden.
Alle Arten tolerieren oder benötigen hohe pH-Werte, sie kommen in alkalischen Umgebungen wie z. B. Sodaseen, vor.

## Ökologie
Roseinatronobacter monicus und R. thiooxidans sind mäßig salztolerant, sie benötigen hohe pH-Werte (obligat alkaliphil) und gedeihen z. B. in Sodaseen mit hohen pH-Werten. Der maximale pH-Wert liegt bei 10,4. Diese zwei Arten spielen eine wichtige Rolle im Schwefelkreislauf, da sie Schwefelverbindungen wie Thiosulfat oxidieren können. Diese Fähigkeit trägt zum Schwefelkreislauf in salzhaltigen, alkalischen Seen bei, in denen Schwefelverbindungen oft reichlich vorhanden sind. Sie wurden aus mäßig salzhaltigen Sodaseen isoliert, die Typusart aus dem Gorbunka-See im Transbaikal-Gebiet in Russland (Südost-Sibirien) und R. monicus aus der euphotischen Zone des Natronsees Mono Lake in Kalifornien.
Roseinatronobacter ekhonensis (zuvor als Roseibaca ekhonensis geführt) wurde aus dem Ekho Lake, einem hypersalinen See in der Antarktis isoliert. Diese Art ähnelt Roseinatronobacter thiooxidans und R. monicus, ist aber alkalitolerant und nicht alkaliphil. Es bildet ebenfalls Bacteriochlorophyll a und zählt zu den AAP.
Die Unterart R. bogoriensis subsp. barguzinensis (zu dem Zeitpunkt noch Rhodobaca barguzinensis benannt) wurde aus dem Sediment eines kleinen salzhaltigen Sodasees in der Nähe des Algin-Sees (im Bargusin-Tal in der Republik Burjatien in Russland) isoliert. Die Unterarten zählen ebenfalls zu den aeroben anoxygenen phototrophen Bakterien. Man nimmt an, dass diese Bakterien im Meeresplankton weit verbreitet sind und 11 % der gesamten mikrobiellen Gemeinschaft ausmachen können.
Bei einer Untersuchung des Doroninskoe-See in Sibirien, einen stark alkalischen Sodasee in der Permafrostzone, wurde ein Stamm von Roseinatronobacter isoliert. Hier liegt unter einer Schicht mit sauerstoffreichen oberen Wasser eine Schicht mit schwefelreichen, sauerstoffarmen Wasser. Diese Schichtung ermöglicht es verschiedenen mikrobiellen Gemeinschaften, in unterschiedlichen Zonen zu gedeihen und sich jeweils an unterschiedliche Sauerstoff-, Schwefel- und Mineralgehalte anzupassen. Roseinatronobacter befand sich in der sauerstoffhaltigen Schicht. In dieser Untersuchung wurde auch auf eine in Planung befindliche Beschreibung dieses Stammes als Roseinatronobacter doroninskoiensis hingewiesen.
Die Art Roseinatronobacter domitianus wurde von einer italienischen Küste isoliert. Im Genom dieses Bakteriums wurden Gene gefunden, die für die Synthese von pflanzenwachstumsfördernden Verbindungen oder von Mitteln gegen Tumoren von Interesse sein könnten.

## Systematik
Aufgrund Untersuchungen der 16S-rRNA und weiteren Merkmalen wurden die Mitglieder der Gattung Rhodobaca und Roseibaca in die Roseinatronobacter eingegliedert. Die zwei Taxa Rhodobaca barguzinensis und Rhodobaca bogoriensis werden nun als Unterarten der Art Roseinatronobacter bogoriensis geführt: Roseinatronobacter bogoriensis subsp. barguzinensis und Roseinatronobacter bogoriensis subsp. bogoriensis. Roseinatronobacter ekhonensis und Roseinatronobacter domitianus ersetzten nun die Namen Roseibaca ekhonensis und Roseibaca domitiana.
Roseinatronobacter zählt zu der Familie Paracoccaceae innerhalb der Proteobacteria.
Der Gattungsname Roseinatronobacter ist abgeleitet vom lateinischen Adjektiv "roseus" (deutsch rosafarben, rosig) sowie dem lateinischen Wort "natron" (Soda) und "bacter" bedeutet so viel wie Stäbchen.
Es folgt eine Liste einiger Arten:
- Roseinatronobacter alkalisoli Hu et al., 2024
- Roseinatronobacter bogoriensis (Milford et al., 2001) Hu et al., 2024
  - Roseinatronobacter bogoriensis subsp. barguzinensis (Boldareva et al., 2009) Hu et al., 2024
  - Roseinatronobacter bogoriensis subsp. bogoriensis (Milford et al., 2001) Hu et al., 2024
- Roseinatronobacter domitianus (Gattoni et al., 2024) Huang et al., 2024
- Roseinatronobacter ekhonensis (Labrenz et al., 2009) Huang et al., 2024
- Roseinatronobacter monicus Boldareva et al., 2009
- Roseinatronobacter thiooxidans Sorokin et al., 2000